# کیشکنکول
کیشکنکول (قزاقی: Кішкенекөл) یک منطقهٔ مسکونی در قزاقستان است که در استان قزاقستان شمالی واقع شده‌است. این شهرک ۶۰۰۰ نفر جمعیت دارد.